# Shaxobidin Zoirov
Shaxobidin Shokirovich Zoirov (ur. 30 czerwca 1993 r. w Kogonie) – uzbecki bokser, złoty medalista igrzysk olimpijskich, mistrz świata, dwukrotny srebrny medalista mistrzostw Azji, srebrny medalista igrzysk azjatyckich.

## Kariera
W 2014 roku zdobył srebrny medal podczas igrzysk azjatyckich w Inczonie, przegrywając w finale z Kazachem Iljasem Sułejmienowem.
Na igrzyskach olimpijskich w Rio de Janeiro w 2016 roku zdobył złoty medal w kategorii do 52 kg. Wygrał decydującą walkę z Rosjaninem Miszą Ałojanem, który został później zdyskwalifikowany za stosowanie niedozwolonych substancji wspomagających, co poskutkowało utratą zdobytego przez niego medalu.
We wrześniu 2019 roku został mistrzem świata w Jekaterynburgu w kategorii do 52 kg. W finale pokonał Indyjczyka Amita Panghala.